# Knochenring-Technik

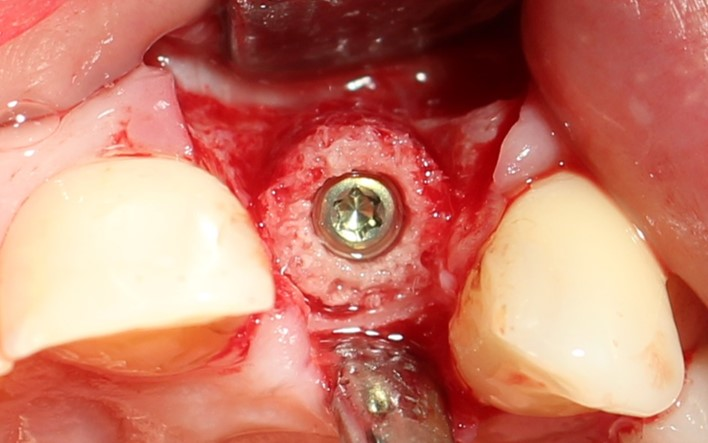
Rekonstruktion und simultane Implantation in Knochenring-Technik

Als Knochenring-Technik (engl. Bonering Technique) bezeichnet man eine Operationsmethode, bei welcher ein Zahnimplantat in den Kieferknochen eingesetzt und gleichzeitig der Kieferknochen mithilfe eines ringförmigen Knochentransplantates aufgebaut wird. Die Knochenringtechnik wurde erstmals 2002 durch Emeka Nkenke publiziert. Durch die Verknüpfung von Kieferaufbau und gleichzeitiger Implantation wird eine Verkürzung der Behandlungszeit um bis zu 6 Monate ermöglicht.

## Indikationen
Als Indikationen für die Knochenringtechnik gelten mäßige bis schwere Defekte des Kieferkammes des Ober- und Unterkiefers, welche einen Knochenaufbau vor einer Zahnimplantation benötigen. Die Technik ist bei Einzelzahnlücken, Schaltlücken, stark atrophierten Kieferkämmen und Sinusbodenelevationen anwendbar.

## Kontraindikationen
Neben den üblichen allgemeinen Kontraindikationen für einen operativen Kieferaufbau gilt als spezielle Kontraindikationen eine Defektform, bei denen die Implantatspitze weniger als 3 mm in den ortsständigen Knochen geschraubt werden kann und damit keine Primärstabilität des Implantates erreicht wird.

## Allgemeine Vorgehensweise
Die Knochenringtechnik erfolgt im Allgemeinen in Lokalanästhesie und unter ambulanten Bedingungen. An der zu implantierenden Stelle wird zunächst die Schleimhaut aufgeklappt und der defekte Knochen des Kieferkamms vermessen. Dann wird mit einer passenden Trepanfräse ein Knochenring an anderer Stelle entnommen (siehe auch Entnahmestellen der Knochenringe) oder ein allogener Knochenring verwendet. Als nächster Schritt wird in dem zu implantierenden Gebiet die Pilotbohrung für die Implantatausrichtung vorgenommen. Es wird dann mithilfe einer passenden Trepanfräse mit zentralem Pin das Lager für den einzusetzenden Knochenring zentriert geschaffen. Der Knochenring kann dann in den meisten Fällen im Press-Fit Verfahren eingesetzt werden. Die weitere Implantatbohrung wird dann entsprechend individuell festgelegter Länge und Durchmesser durch den Knochenring hindurch vorgenommen. Das Implantat wird nun durch den Knochenring in den Kieferknochen langsam und mit geringem Druck bis zur gewünschten Position eingeschraubt. Sofern jetzt noch keine Primärstabilität des Knochenringes vorliegt, kann diese durch die Verwendung einer Deck- oder Membranschraube durch axiale Kompression erreicht werden. In der Regel wird anschließend das OP Gebiet mit einem langsam resorbierbaren Knochenersatzmaterial und einer Membran abgedeckt. Ein speicheldichter Wundverschluss beendet die OP. Nach einer Einheilzeit von ca. einem halben Jahr kann die prothetische Versorgung des Implantates erfolgen.

## Entnahmestellen der Knochenringe
Bei Verwendung körpereigener Knochenringe werden im klinischen Alltag die Entnahmeregionen wie Kinnbereich, hinterer Unterkieferast sowie der knöcherne Gaumen bevorzugt. Entnahmestellen wie Beckenkamm oder Schienbeinkopf sind ebenfalls möglich, jedoch eher besonderen Indikationen vorbehalten.

## Allogene Knochenringe

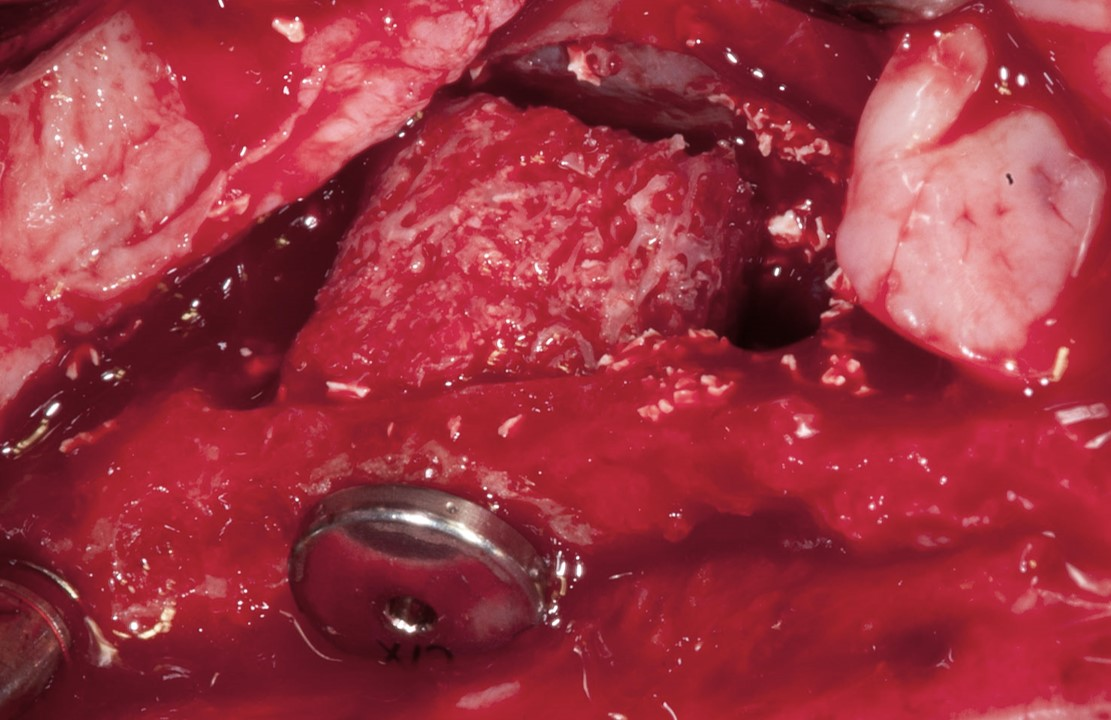
Allogener Knochenring eingesetzt im Sinus maxillaris

Seit der Verfügbarkeit vorgefertigter allogener Knochenringe (Knochenringe von menschlichen Spendern) auf dem deutschen Markt hat die Knochenring-Technik in ihrer Verbreitung und Anwendung einen deutlichen Schub erfahren. Mögliche Risiken bei der Entnahme von körpereigenem Knochen wie Gefühlsstörungen, Blutungen, Verletzungen von Nachbarzähnen und Infektionen der Entnahmestelle bestehen bei der Verwendung von allogenen Knochenringen nicht. Ebenso verkürzt sich die Operationszeit deutlich, was zu einer gesteigerten Akzeptanz des Patienten führt. Trotz intensiver Aufbereitungstechniken und Verfahren zu Sterilisation der allogenen Knochenringe bleibt ein sogenanntes Restrisiko für die Übertragung von Infektionen.

## Varianten der Knochenring-Technik
Eine Variation der Knochenring-Technik ist es, den Ring zum Sinuslift auf den Boden der Kieferhöhle einzusetzen. Der Knochenring wird dann durch das Implantat fixiert. Es ermöglicht auch bei einem Restknochen von bis unter einem Millimeter Stärke bis zur Kieferhöhle eine Sinusbodenelevation und gleichzeitige Implantation durchzuführen.

## Vorteile
Mithilfe der Knochenring-Technik ist es möglich einen Knochenaufbau und die Implantation in einer Operation durchzuführen. Diese Technik kann die Behandlungszeit um bis zu 6 Monate gegenüber anderen Verfahren verkürzen, bei welchen zuerst der Knochen aufgebaut wird und in einem zweiten Eingriff die Implantation erfolgt. Da eine weitere Operation entfällt, trägt dies zur geringeren Belastung des Patienten bei. Aufgrund der Verwendung von genormten Trepanfräsen ist eine gute Passung zwischen Knochenring und Kieferknochen gegeben. Die Operationszeit wird deutlich verkürzt. Auf aufwändige 3D-Bilddarstellung und Anfertigungen von individuell gefrästen Knochenblöcken kann verzichtet werden.

## Nachteile
Die Knochenringtechnik ist ein technisch diffiziles Verfahren, welches ein genaues Einhalten der einzelnen OP-Schritte erfordert und darum nur von erfahrenen Chirurgen angewendet werden sollte. Bei auftretenden Komplikationen wie Wundinfektionen oder Wundheilungsstörungen ist unter Umständen eine komplette Entfernung des Implantates mitsamt Knochenaufbau (hier Knochenring) notwendig, welches bei anderen Techniken mit schrittweisem Vorgehen nicht immer erforderlich ist.

## Studienlage
Ein 2010 publizierter Case-Report der Studiengruppe MR Stevens et al. zeigte 6 Monate nach OP eine gute Osseointegration der Implantate sowie ein gutes Weichgewebslevel im Bereich des Augmentates. Weitere Studien, jedoch meist beruhend auf wenigen Fällen, beschreiben die Effektivität der Technik. Die Verwendung allogener Knochenringe ist derzeit Gegenstand klinischer Forschung und zeigt erste vielversprechende Ergebnisse.